# Schwarzer See östlich Priepert (MV)
Schwarzer See östlich Priepert (MV) este o arie protejată (arie specială de conservare — SAC, sit de importanță comunitară — SCI) din Germania întinsă pe o suprafață de 24 ha, integral pe uscat.

## Localizare
Centrul sitului Schwarzer See östlich Priepert (MV) este situat la coordonatele 53°13′27″N 13°06′19″E / 53.2242°N 13.1053°E.

## Înființare
Situl Schwarzer See östlich Priepert (MV) a fost declarat sit de importanță comunitară în aprilie 2004 pentru a proteja un număr necunoscut de specii din flora spontană și fauna sălbatică aflate în arealul zonei. Situl a fost protejat și ca arie specială de conservare în august 2016.

## Biodiversitate
Situată în ecoregiunea continentală, aria protejată conține 4 habitate naturale: Lacuri și iazuri distrofice naturale, Pajiști uscate europene, Mlaștini turboase de tranziție și turbării mișcătoare, Depresiuni pe substraturi de turbă de Rhynchosporion.
La baza desemnării sitului se află un număr nedeclarat de specii protejate: